# Reese Hoffa
Reese Hoffa (Evans, Georgia, EE. UU., 8 de octubre de 1977) es un atleta estadounidense de lanzamiento de peso. El año 2007 fue campeón del mundo en su especialidad, y también en pista cubierta en el campeonato de 2006. Además ostenta una medalla de bronce en Juegos Olímpicos.

## Trayectoria
Desde el año 1997, Hoffa empezó a participar en varias competencias nacionales a cielo abierto y en pista cubierta. Para el año 2003, asistió a los Juegos Panamericanos en Santo Domingo, e impuso una marca de 20,95 m. Para 2004, en el Campeonato Mundial de Atletismo en Pista Cubierta, logró una medalla de plata (21,07 m), y en los Juegos Olímpicos de Atenas, se colocó en el décimo puesto de la ronda final (19,40 m).  
Sin embargo, los triunfos más relevantes en su carrera llegaron en 2006 cuando conquistó la presea dorada en el campeonato mundial en pista cubierta realizado en Moscú (22,11 m); y la temporada 2007, se adjudicó otro triunfo a cielo abierto en el mundial de Osaka (22,04 m), en el que su compatriota Adam Nelson logró la medalla de plata (21,61 m).
El 2008, no pudo refrendar su título en el campeonato mundial en pista cubierta realizado en Valencia, al ganar la medalla de plata (21,20 m); y durante los Juegos Olímpicos de Pekín, quedó en el séptimo puesto en la ronda final (20,53 m).

Para el campeonato mundial de Berlín 2009,  se ubicó en cuarto puesto (21,28 m); y en Daegu 2011, fue quinto lugar con una marca de 20,99 m.
El 2012 Hoffa se posicionó cuarto en la final del Campeonato Mundial en Pista Cubierta de Estambul con marca de 21,55 m; mientras que en los Juegos Olímpicos de Londres, su tercera aparición en la justa, se llevó la medalla de bronce con una marca de 21,23 m por detrás del polaco Tomasz Majewski, quien repitió en título del 2008. El segundo puesto fue para el alemán David Storl.
Tras la consecución de su primera presea olímpica expresó: «Al final me siento contento, ya que si me hubiera largado sin una medalla en los Juegos, estaría muy decepcionado». Además, ese año se proclamó por primera vez como uno de los triunfadores de la Liga de Diamante.
Para el 2013, Hoffa logró el cuarto puesto de la final del campeonato mundial de Moscú con marca de 21,12 m. Pero en el 2014, volvió a retomar el protagonismo de la prueba con su segundo triunfo en la Liga de Diamante con cuatro victorias en seis reuniones en las que se presentó. Precisamente, en la última parada de Zúrich realizó un lanzamiento ganador de 21,88 m.
El 2015, por la Liga de Diamante, su mejor resultado fue un segundo puesto en la reunión de Doha con marca de 21,30 m; mientras que en el campeonato mundial de Pekín, en lo que era su sexta participación en la justa, quedó en la quinta posición de la ronda final con un lanzamiento de 21,00 m. Asimismo, el año siguiente no logró clasificar para los Juegos Olímpicos de Río de Janeiro al ubicarse también en el quinto puesto con marca de 20,61 m, durante las pruebas clasificatorias de los Estados Unidos para dicha competición.

## Vida personal
A los cuatro años de edad, Reese y su hermano mayor Lamont fueron dejados por su madre en un orfanato de Louisville, Kentucky, pues ella era una adolescente que no podía asistir adecuadamente a sus hijos. Dieciocho meses después de su ingreso, los hermanos fueron separados cuando Reese fue adoptado. Sería hasta el año 2000 que el futuro atleta se reencontraria con su madre.
Por otra parte, cuando cursaba el octavo curso del colegio, su futuro entrenador de secundaria le dijo al propio Reese que tenía pocas probabilidades para convertirse en un lanzador de peso. Él demostraría lo contrario, ya que ganó varios torneos estatales en esa especialidad; y también practicó lucha, fútbol americano, y béisbol. Desde 2003 se hace llamar "El desconocido", debido a que en esos años, su carrera como atleta pasaba prácticamente desapercibida. Una de sus particularidades es la de jugar con el cubo de Rubik mientras se encuentra compitiendo.
En una entrevista del mes de octubre del año 2014, Hoffa expresó muchos de sus desafíos como atleta profesional, en parte reveló lo siguiente:

Lo único que me impide rendirme es la fe. La fe y la confianza en mi técnica para que la bala vuele lo suficiente y así derrotar al mejor del mundo. Por carecer de fe en la técnica, he visto fallar a muchos lanzadores con mejores cualidades como altura, fuerza e inteligencia. Me gusta creer que de alguna manera yo humanizo el lanzamiento de peso y lo hago más accesible al fanático común y corriente. Apenas mido 1,80 m de altura, comparado con otros lanzadores que miden de 1,95 m a 2,08 m. No dejo que esto me detenga, lo considero un reto y amo la idea de superar a lanzadores que otros creen que deberían de vencerme.